# Lyonsiella pacifica
Lyonsiella pacifica is een tweekleppigensoort uit de familie van de Lyonsiellidae. De wetenschappelijke naam van de soort is voor het eerst geldig gepubliceerd in 1908 door Dall.